# Touage
 (mars 2014).

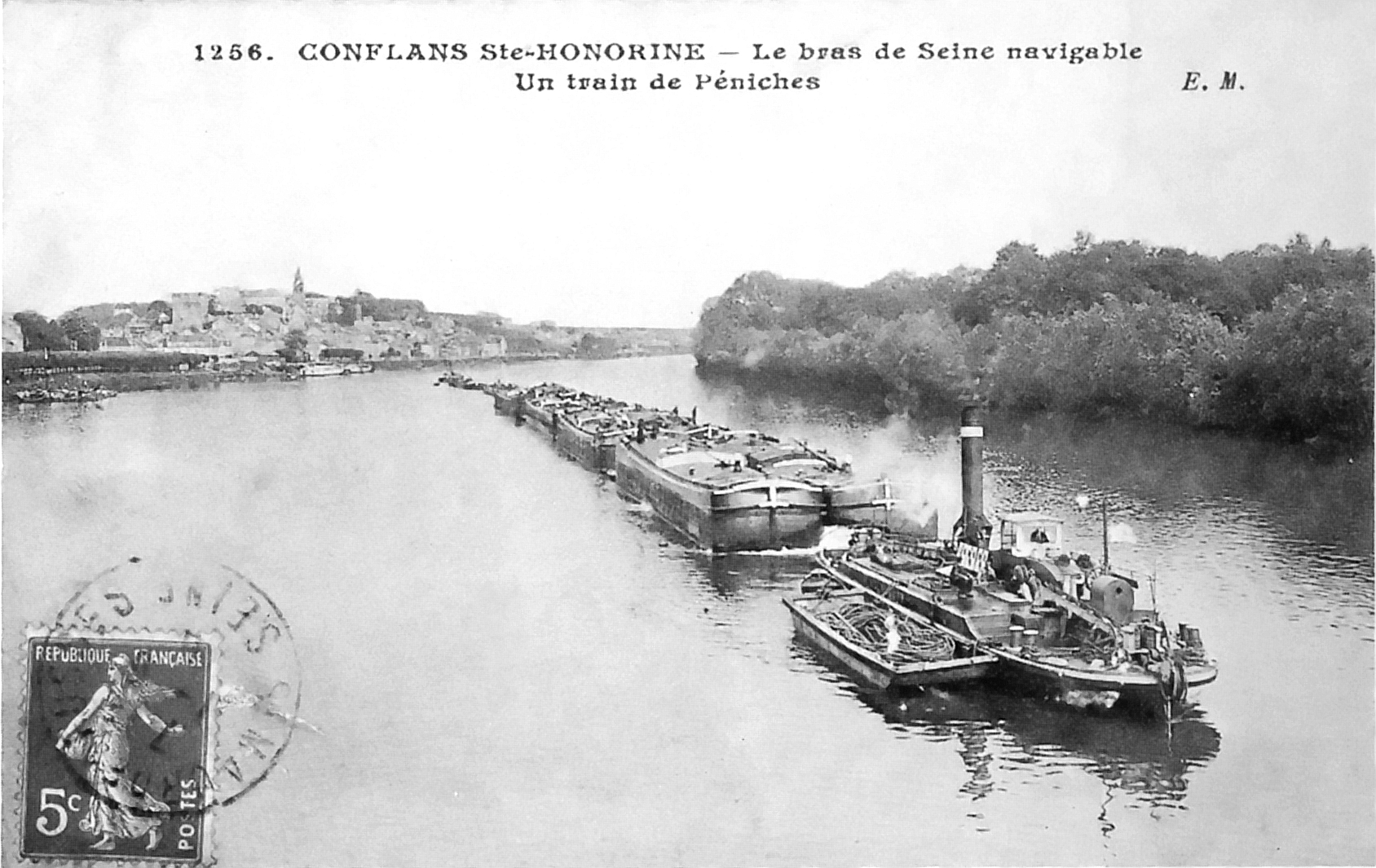
Un toueur sur la Seine au début du XXe siècle.

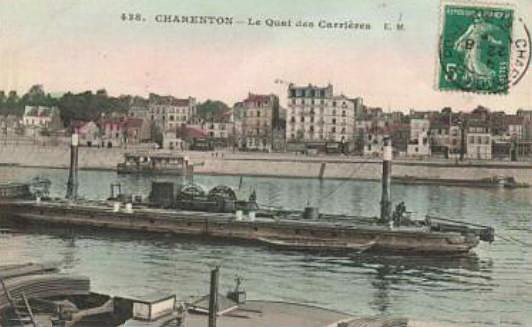
Un toueur à Charenton-le-Pont, vers 1910.

Le touage est une technique de traction à chaîne pour les péniches sans moteur, utilisée pendant une centaine d'années à partir de 1839 et jusqu'aux années 1950.

## Description
Une chaîne ou un câble, fixé aux deux extrémités du parcours, est immergée dans le cours d’eau. 
Le toueur, bateau symétrique équipé d’un gouvernail à chacune de ses extrémités, possède une puissante machine à vapeur actionnant un treuil double sur lequel s’enroule la chaîne. Celle-ci monte à bord guidée par une poulie fixée sur un bras articulé et retombe dans l’eau à l’arrière. Le toueur se tire lui-même sur cette chaîne, entrainant les péniches qu'il tracte . Les péniches vides sont placées près du toueur, tandis que celles qui sont chargées restent à l'arrière pour rigidifier l'ensemble. 
On appelle aussi touage le déplacement volontaire d'un bateau, que l'on déhale en tirant depuis l'étrave sur un cordage ou sur la chaîne de mouillage .

## Historique
Le premier toueur à vapeur à chaîne continue a été imaginé vers 1820 par l’ingénieur Ambroise-Théodore Tourasse . Le système est devenu opérationnel en 1839 sur la Seine pour la traversée de Paris. En 1854, Napoléon III autorise l’établissement d’un service entre Conflans-Sainte-Honorine et l’entrée du canal Saint-Denis. D’autres concessions sont accordées, entre Rouen et Conflans et sur la Seine, entre Paris et Montereau, soit sur environ 500 kilomètres. Le touage sur la Seine entre Conflans-Sainte-Honorine et Paris fonctionna de 1855 à 1931 . 

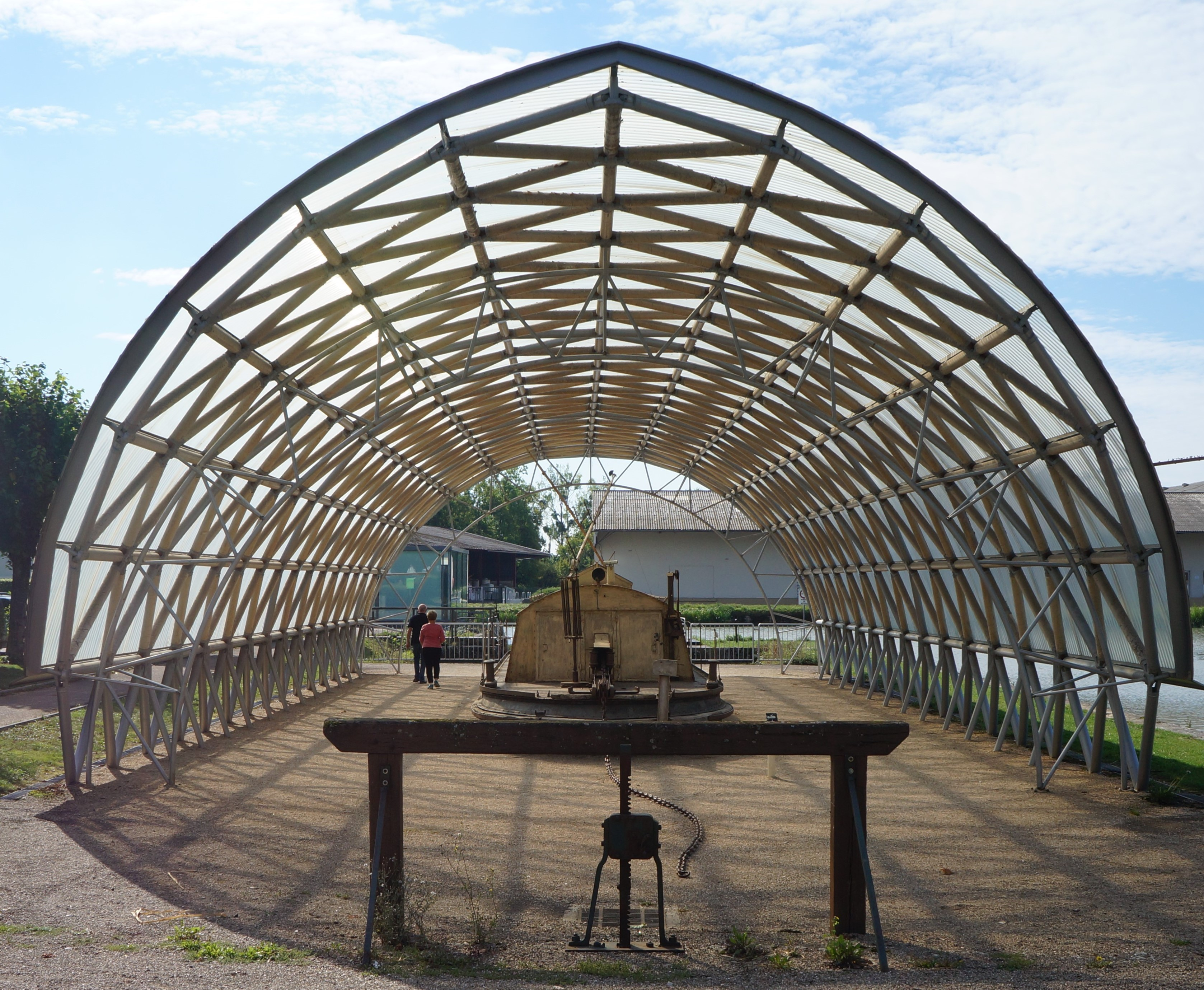
Ancien toueur électrique de la voute du canal de Bourgogne.- Poully-en-Auxois.

À partir des années 1880, deux innovations en facilitent l'usage. D'une part le toueur à adhérence électromagnétique utilisant un aimant pour accrocher la chaine. D'autre part le remplacement de la chaine par un câble en acier plus souple et résistant qui peut avoir une longueur de plusieurs kilomètres, utilisé sur la Loire notamment.
Le touage est progressivement remplacé par le remorquage, les moteurs des remorqueurs à hélice devenant suffisamment puissants .

## Utilisations

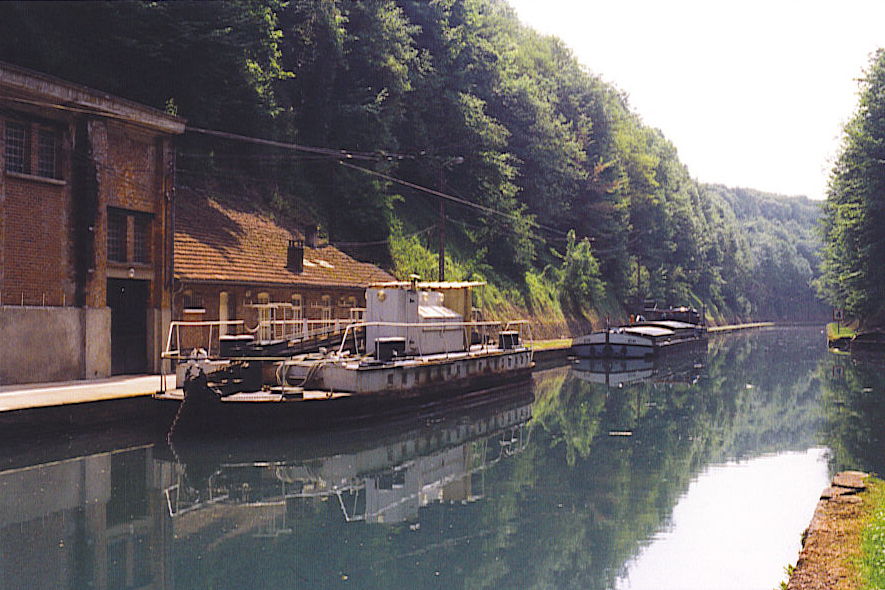
Toueur à l'entrée du souterrain de Riqueval.

Le principe du touage est utilisé pour les transbordeurs de charge dans la manutention automobile notamment.
Cette technique a également été utilisée au lendemain de la Première Guerre mondiale lors de la mécanisation de l'agriculture. Des « tracteur-toueurs » progressaient le long d'un câble fixe passant dans des poulies à gorges actionnées par le moteur du tracteur .
Il n'existe plus qu'un seul toueur en activité dans le monde, au souterrain de Riqueval sur le canal de Saint-Quentin .